# Gino Vermicelli
Gino Vermicelli (Novara, 21 aprile 1922 – Verbania, 21 maggio 1998) è stato un partigiano, politico e scrittore italiano.

Gino Vermicelli nel 1945

Fu un noto comandante partigiano, dirigente del PCI nel dopoguerra e successivamente tra i fondatori del raggruppamento politico de il manifesto.

## Biografia
Nacque da famiglia operaia; a sette anni, dopo la morte prematura del padre, con la madre e il fratello maggiore emigrò in Francia, stabilendosi alla periferia di Parigi. Dopo la morte per annegamento del fratello Italo, a tredici anni iniziò a lavorare, prima come manovale, poi come apprendista presso un fabbro. Conobbe alcuni emigrati politici italiani che stimolarono in lui la passione per la politica antifascista ed entrò nelle organizzazioni giovanili di lingua italiana del Partito Comunista Francese (PCF). Da quel momento la storia personale di Vermicelli si intrecciò con quella di numerosi personaggi dell'antifascismo all'estero fino agli anni della guerra e dell'occupazione nazista della Francia.

Gino Vermicelli: matrimonio con Pina Morena. Roma, Campidoglio, giugno 1951

Rientrato in Italia tre settimane prima dell'8 settembre 1943, contribuì alla ricostruzione del Partito Comunista Italiano a Novara ed entrò in contatto con le prime formazioni della Resistenza in Valsesia (Cino Moscatelli) e nel Cusio (capitano Filippo Beltrami), assumendo il nome di battaglia di Edoardo. Fu tra i sopravvissuti della battaglia di Megolo del 13 febbraio del 1944 in cui cadde il capitano Beltrami e, successivamente, fu commissario politico delle formazioni garibaldine nella Val d'Ossola.
Nel dopoguerra fu dirigente politico del movimento giovanile del Fronte della gioventù a Novara, Milano, Firenze e Roma. Fu poi inviato in Sicilia sul finire degli anni quaranta, ai tempi dello scontro diretto fra mafia ed organizzazioni politiche e sindacali della sinistra; poi fu dirigente sindacale a Verbania, nei primi anni cinquanta, e segretario della federazione comunista di Novara, e infine organizzatore e dirigente del movimento cooperativo novarese, a partire dagli anni sessanta. Fin dall'inizio fu tra i promotori delle vicende editoriali e politiche de il manifesto e del Partito di Unità Proletaria; negli ultimi anni aderì a Rifondazione Comunista.
Dal 1963 si stabilì a Verbania, dove morì nel 1998. Le sue ceneri sono sepolte a Cantiano nelle Marche, il paese di origine della moglie, Pina Morena, da lui sposata nel giugno 1951 e da cui ebbe due figlie.

## Le opere
Nel 1984 ha pubblicato “Viva Babeuf!”, romanzo – incentrato sulla figura del commissario politico comunista Simon, affiancato al Comandante cattolico Emilio – in cui la sua esperienza di vita partigiana in Valdossola, dopo la battaglia di Megolo, viene narrata non tanto tramite gli eventi militari, ma attraverso gli episodi di vita quotidiana, le passioni e le discussioni.
Dirà in una intervista:
“Viva Babeuf" nel 1990 ebbe anche una edizione in tedesco, dal titolo "Die unsichtbaren Dörfer".
Numerosi i suoi articoli sul movimento operaio, sulla politica nazionale e internazionale, sull'ambiente, sulla guerra e la pace apparsi su quotidiani e periodici nazionali e locali. Tra i suoi scritti anche racconti fantastici, alcuni ancora inediti.
Nel 2000 è uscita, postuma, una sua intervista autobiografica “Babeuf, Togliatti e gli altri. Racconto di una vita”, contenente anche una selezione di suoi scritti ed interventi editi e inediti.
Nella Prefazione Valentino Parlato si sofferma sullo “stile” di Vermicelli, stile dell'uomo e stile del narratore:

## Personaggi
Tra le personalità con cui Vermicelli entrò in contatto, oltre ai gruppi dirigenti della Resistenza (Cino Moscatelli, Filippo Beltrami, Aldo Aniasi),  del PCI (Pietro Secchia, Luigi Berlinguer, Giuseppe D'Alema) e, successivamente de il manifesto (Luigi Pintor, Rossana Rossanda, Lucio Magri), possiamo ricordare Gianni Brera e Franco Fortini, anch'essi presenti nella resistenza della Valdossola. Le due persone con cui Vermicelli ebbe più i legami più intensi furono però lo scultore e critico artistico Andrea Cascella, che fu il comandante con cui condivise, fianco a fianco nella stessa formazione, gran parte dell'esperienza partigiana in Ossola, e Marcello Cimino, intellettuale e dirigente comunista siciliano con cui lavorò, tra il 1948 e il 1951, alla ricostruzione della federazione del PCI di Agrigento.